# 倉金章介
倉金章介（日语：倉金 章介，1914年2月13日—1973年8月25日），昭和時期活躍的日本漫畫家。男性。出身於山梨縣甲府市。本名倉金 虎雄（くらかね とらお），另外還有筆名倉金、倉金良行進行活動。

## 生平

### 童年～高中畢業時期
1914年2月13日，倉金章介出生在一家位於山梨縣甲府市的從事料理屋經營的家庭。他在5、6歲年紀的時候有畫畫的興趣，不喜歡在戶外遊玩，因此總是在家裡活動。小學一年級上課中也常在筆記本上塗鴉，參加文化祭的時候，自己覺得很高興能在活動塗鴉牆上自由繪畫。之後，倉金開始第一次嘗試投稿漫畫，同時為了學業而念書，造成因為用眼過度而變成近視眼。一方面他也相當熱愛棒球，每到棒球校隊遠征的日子一定會前往比賽會場應援。但他只是觀戰，也不擅長體操。相反的他並沒有被這些不擅長的事物受到影響，而是每當放學之後一直拼命的練習。
甲府市立甲府商業學校（現在的甲府市立甲府商業高等學校）在校期間，他開始將作品投稿至《少年俱樂部》或《少女俱樂部》等雜誌。高中畢業後，由於並未想過要繼承家業，於是秘密將以前雜誌投稿的作品、照片及履歷都放進同一信封袋寄至東京給田川氣泡，請求田川收他為徒以表示敬意。之後他收到了回信，並得到了母親的許可。1932年，他的姊姊帶著他來到東京。其素質並得到了田河的認可之後，才作為內弟子將他收留。
倉金作為田河水泡的徒弟以來，幫忙打掃家裡、抹布擦拭、買東西、煮飯洗碗等等家事幾乎都是叫徒弟負責，但他們師徒2人的交情程度反而比田河跟他的妻子高見澤潤子還要好。即使倉金在自立門戶之後，還是會再三前往田河夫妻的家拜訪，戰爭結束後雙方也是來往關係依然持續。另一方面，跟倉金同一時期作為田河弟子加入的杉浦茂每當他看著倉金的臉時，就被倉金的熱情所推動說「杉浦先生，讓我們來做，讓我們來吧！」。此外，根據杉浦的說法，倉金其實是個滴酒不沾的人。
兩年之後，加入田河弟子的長谷川町子總是聽到他們在對漫畫進行批評和討論，她就回說「讓我們來創作全新的漫畫吧」、「來畫看了就開心的漫畫吧」。

### 漫畫家出道
1934年，倉金另自立門戶。次年1935年，筆名「倉金良行」以在《少女俱樂部》10月號連載出道。
戰爭爆發之前，還是單身的他很喜歡多彩多姿的生活，常用工作之外的時間去看電影、歌舞伎、新派劇、新國劇及寶塚。其中，寶塚少女歌劇是他最喜歡的，於日比谷寶塚劇場進行東京公演時，是個連演員都穿著一樣的服裝進行二場以上表演都不會錯過的寶塚迷。

### 參加二戰到戰後復員
1941年10月，倉金於二次大戰爆發期間接到兵單。他志願從軍，作為戰地記者遠征法屬的西貢（現在的胡志明市）。並在日軍占領下的新加坡進行宣撫當地民眾的新聞編輯工作。1946年5月復員。1948年結婚。
戰爭結束之後，日本當時面臨物資缺乏的狀況，擔當倉金的編輯岡田光臨門拜訪他時，說倉金從復員開始花了相當長的時間，當時能穿的衣服只有軍靴和士兵的衣裝。至於本人說當時的生活情況是「戰敗（日本）之後，悽慘到全身瘦得像皮包骨，個性變得一天比一天還要粗暴，簡直就要活不下去」。

### 以《甜蜜公主》獲得熱烈迴響
1949年，倉金以光文社旗下月刊雜誌《少女》5月號開始連載的《甜蜜公主》一躍成名。並從9月號開始，將筆名改名為章介。同年長男誕生。《甜蜜公主》連載開始之後，倉金從新年號開始到12月號一直都收到年紀很小的讀者寄給他細心畫出來的作品主角甜蜜公主、穿著和服模様的蠟筆畫，而每當難過的時候倉金會看有畫圖的明信片以作為給自己鼓勵。還有紙面上寫著的信紙，及多年之後讓他還記得收件人名「東京都世田谷區甜蜜公主殿下」的信封郵件。根據倉金太太的說法，光文社的編輯人員講了這樣一句話「一個能在課堂上表現出色的男孩是”甜蜜公主“粉絲」的話，他聽到了會相當的高興。
1953年，倉金在凡人社（現在的Magazine House）旗下月刊雜誌《平凡》開始連載《甜甜女孩》。同年獲頒第二屆小學館兒童文化獎之繪畫獎勵獎。
《甜蜜公主》和《甜甜女孩》連載終了之後，他一貫持續發表少女時代劇背景的搞笑走向漫畫。
1973年8月25日，倉金因心臟病發作去世，享年59歲。

## 逸事
- 甲府商業高校時期的同學、跟倉金一樣志願要當漫畫家的小澤米吉來到東京為了找尋房子居住，倉金曾幫小澤介紹一家出版社。1941年8月，小澤因為事故意外身亡，從事故始末到送往火葬場的流程，包括連絡小澤的家屬和友人等等後事全都由倉金一人包辦處理[14]。
- 倉金對忠實基督徒、長谷川町子的姊姊長谷川毬子（日语：長谷川毬子）有相當濃厚的戀情，但因為自身是佛教的信徒而因此失戀。在那之後，他作為戰地記者曾公開說此戀愛往事，後來經由杉浦茂的弟子齊藤明（日语：斉藤あきら (漫画家)）傳話而傳開來[29]。
- 復員之後的1946年6月，倉金跟杉浦2人在神田的某條道路上散步時，杉浦並未察覺一輛打瞌睡美軍駕駛的吉普車用超快的速度對他迎面而來，面臨危險的倉金使出驚人的力量將他拉進人行道才保住了性命[21]。
- 1950年代當時還不成氣候的渥美清是倉金最喜歡的演員，1958年播出由電台東京電視台（現在的TBS）拍攝製作的電視劇版《甜蜜公主》，倉金曾經請求導演「奴·」一角讓渥美飾演[19]（渥美出演是在1960年[30]）。

## 作品
（部分作品日文直譯，《》內表示作品的日文原名）
代表作有《太閤記》、《甜蜜公主》、《甜甜女孩》。其中《甜蜜公主》和《甜甜女孩》多次被翻拍成電視劇和真人電影。在此，本頁面列出以主要雜誌連載作品和單行本為主。
- （1935年－1939年，少女俱樂部，大日本雄辯會講談社）[32]※講談社飲用水擬人化廣告漫畫[17][注 9]。
- （1936年，主婦之友社（日语：主婦の友社））[34]
- （1936年，主婦之友社）[34]
- （1936年，主婦之友社）[34]
- （1937年，主婦之友社） ※分「1」與「2」共二冊發行[34]。
- 猴猴吉太閤記（1937年，新少年，博文堂）
- 昔日物語（1940年，小學館）[35]※在新加坡發行華語新聞《昭南日報》連載的繪畫與文字之日語圖畫解說[36]。
- 昭南日報叢書 圖說日本語）（1942年，昭南日報社）[37][38]※在新加坡出版的中文報紙《昭南日報》上連載的圖畫和文字的日語解釋[39]。
- （1947年，集英社）
- 野球漫畫 森林的全壘打王（1947年，東京書房）
- （1947年，明明社） 文：巖谷小波
- （1947年，明明社） 文：巖谷小波
- 漫畫 白雪公主（1947年，雲雀書房（日语：ひばり書房））
- （1947年，新文化社）
- （1947年，小學二年生（日语：小学二年生），小學館）
- （1947年，集英社）※短篇集[40]。
- （1948年，集英社）
- 漫畫 新木偶奇遇記（1948年，新生閣）
- 猿猴太閤記（1948年，東京漫畫出版社（日语：東京漫画出版社））
- 猿猴太閤記 獅子奮迅之卷（1948年，東京漫畫出版社）
- 好孩子俱樂部（1948年，好孩子之友，小學館）
- （1948年，偵探少年，G-MEN社 - 浪漫社（日语：ロマンス (雑誌)））
- （1949年，世界社）
- （1949年，東京漫畫出版社）（1955年，三年BOOK，學習研究社）
- 甜蜜公主（1949年－1955年[注 10]，少女，光文社）（1956年－1957年，Ribon，集英社）
- （1950年－1952年，少年（日语：少年 (雑誌)），光文社）
- 猿猴三劍客（1949年－1950年，銀之鈴，廣島圖書）（1951年－1952年，少年俱樂部，大日本雄辯會講談社）（1954年－1956年，幼年俱樂部，大日本雄辯會講談社）
- 物語（1950年－1951年，銀之鈴，廣島圖書）
- （1950年，趣味俱樂部，光文社）
- 白雪公主（1950年，少女Salon，偕成社（日语：偕成社））
- （1950年－1952年，少女Salon，偕成社）（1953年，中村書店（日语：中村書店））
- 立志漫畫 猿猴太閤記（1951年－1954年，趣味BOOK（日语：少年ブック），集英社）
- （1951年－1952年，少女俱樂部，大日本雄辯會講談社）
- （1952年，大日本雄辯會講談社） 繪：石田英助（日语：石田英助）
- 水戶黄門之孫 豆姬殿下（1952年－1958年，主婦之友（日语：主婦の友），主婦之友社）（1959年－1960年，中學時代二年級，旺文社） ※週一電視劇Land（日语：月曜ドラマランド）『豆姬殿下漫遊紀』（1984年）的原作作品。
- （1953年，兒童家光（日语：ちゃぐりん），家光協會（日语：家の光協会））
- 漫畫放浪記 甜甜女孩（1953年－1959年，平凡，凡人社 - 平凡出版）※電視劇、電影《甜甜女孩》原作改編[41]。
- （1953年，少女BOOK（日语：少女ブック），集英社） 文：宮崎博史
- （1954年，一年BOOK～二年BOOK，學習研究社） 文：小中大助
- （1954年，少女俱樂部，大日本雄辯會講談社） 文：宮崎博史
- 三人公主（1954年，少女俱樂部附錄，大日本雄辯會講談社）
- （1954年，少年，光文社）
- （1954年，少女，光文社）
- 忍術小僧（1955年，少年，光文社）
- （1955年，少女BOOK，集英社） 文：宮崎博史
- （1955年，少女俱樂部，大日本雄辯會講談社）
- （1955年，國王（日语：キング (雑誌)），大日本雄辯會講談社）
- 少主是我（1956年，我們（日语：ぼくら），大日本雄辯會講談社）
- （1956年－1957年，快樂一年生（日语：たのしい一年生#たのしい一年生），大日本雄辯會講談社）
- （1956年－1959年，幼稚園俱樂部 - 快樂幼稚園（日语：たのしい幼稚園 (雑誌)），大日本雄辯會講談社）
- （1956年，一年級組，學習研究社）
- （1957年，快樂三年生（日语：たのしい一年生#たのしい三年生），大日本雄辯會講談社）
- （1957年，幼年BOOK（日语：幼年ブック），集英社)
- （1957年－1959年，快樂三年級～快樂四年生（日语：たのしい一年生#たのしい四年生），大日本雄辯會講談社）
- （1957年－1959年，小學四年生（日语：小学館の学年別学習雑誌），小學館)
- （1958年－1962年，明星（日语：Myojo），集英社） ※連續電視劇「甜蜜公主」的原作作品[19]
- （1958年，快樂二年生（日语：たのしい一年生#たのしい二年生），講談社) （1959年－1960年，幼稚園（日语：幼稚園 (雑誌)），小學館）[3]
- （1958年－1959年，小學二年生，小學館）
- 電化娘（1958年，泉，松下電器產業）
- 炸藥女孩（1959年－1961年，主婦與生活（日语：主婦と生活），主婦與生活社）
- （1960年－1961年，平凡，平凡出版）
- 極樂御殿（1961年－1963年，中學時代一年生～中學時代二年生，旺文社）
- （1963年－1964年，中學時代二年生，旺文社）
- 甜蜜公主（1963年，KOBATO幼稚園，集英社） ※此版與之前的甜蜜公主是不一樣的作品[注 11]。
- （1964年－1965年，中一時代，旺文社）
- 豆姬殿下（1964年，少女Friend（日语：少女フレンド），講談社）

## 資料來源
1. 1 2  長谷 1994，第129頁
2. ↑   . 國立國會圖書館.   [2019-01-01]. （原始内容存档于2018-11-28） （日语）.
3. 1 2 3 4  小學館漫畫獎事務局 2006，第27頁
4. 1 2 3 4 5 6 7 8  倉金章介《少年俱樂部 昭和26年 9月號》，大日本雄辯會講談社，1951年，第84～85頁。
5. ↑  《漫畫少年 昭和29年 5月號》，學童社，1954年，第128頁。
6. 1 2  梅澤庄亮「著者略年譜」《倉金章介 講談社漫畫文庫 甜蜜公主（上）》，講談社，1976年，第106頁。
7. 1 2 3  『手紙人生（151）倉金章介』《郵政 昭和43年 2月號》，郵政弘濟會，1968年，第21頁。
8. 1 2 3  高見澤 1983，第133～136頁
9. 1 2  高見澤 1991，第144～147頁
10. ↑  PEP出版1988，第155～158頁
11. ↑  PEP出版1988，第36頁
12. ↑  高見澤 1983，第152頁
13. ↑  PEP出版1988，第37頁
14. 1 2 3  杉浦 2002，第65～71頁
15. ↑  PEP出版1988，第109頁
16. ↑  高見澤 1991，第155頁
17. 1 2  宮島 2012，第97～100頁
18. ↑  《別冊太陽 兒童昭和史 昭和元年～二十年 名作漫畫集》，平凡社，1989年，第162頁。
19. 1 2 3 4 5 6  倉金章介「思出」《少年漫畫劇場 第5卷》，筑摩書房，1971年，第312～313頁。
20. 1 2  高見澤 1983，第147頁
21. 1 2 3  PEP出版1988，第186～188頁
22. ↑  松岡昌和 「 （页面存档备份，存于）」. TIPTIKTAK.COM （页面存档备份，存于）. [2019-01-01] （日語）。
23. ↑  杉浦 2002，第38頁
24. 1 2 3  講談社 1989，第276～277頁
25. ↑  尾崎秀樹《小巨像》，朝日新聞社，1974年，第49頁。
26. ↑  倉金章介「著者略歷」《文庫10》，二見書房，1976年。
27. ↑  黑崎勇《COM 1967年7月號》，蟲製作商事，1967年，第205頁。
28. ↑  《朝日新聞》1953年10月28日版東京早報，第6面。
29. ↑  齊藤 2002，第109～110頁
30. ↑  . 電視電視劇檔案資料庫.   [2019-01-01]. （原始内容存档于2019-08-21） （日语）.
31. ↑  《日本漫畫家名鑑 1962年版》藝術學院出版部，1962年，第134頁。
32. ↑  松岡 2016，第173頁.
33. ↑  松岡 2016，第188-189頁.
34. 1 2 3 4  ，鳥越信 編，Minerva書房，2002年，第113頁。竹內
35. ↑  . 亞洲歷史資料中心.   [2019-01-03]. （原始内容存档于2019-01-03） （日语）.
36. ↑  鈴木靜夫、橫山真佳 編著《神聖國家日本與亞洲ア占領下的反日原像》，勁草書房，1984年，第169頁。
37. ↑  松岡 2016，第183頁.
38. ↑  . 亞洲歷史資料中心.   [2019-01-03]. （原始内容存档于2019-01-03） （日语）.
39. ↑  鈴木靜夫; 橫山真佳.  . 勁草書房. 1984: 169. ISBN 4326350539.
40. ↑  日高 2004，第127頁.
41. ↑  日高 2004，第284頁.

## 外部連結
- 倉金章介 （页面存档备份，存于） （日語）－日本電影資料庫
- 主要電影化作品簡介 （日語）
- http://niigatamikazuki.web.fc2.com/longago.html （页面存档备份，存于） （日語）－該網站可觀賞倉金刊登在報紙上親筆繪製的廣告插圖。